# Баржа Live
«Баржа Live» — российский музыкальный фестиваль в жанрах рок, поп-рок, инди-музыка и альтернатива, проводящийся в Ульяновске с 2023 года. Сцена фестиваля находится на барже, расположенной в акватории реки Волга. В 2023 году фестиваль стал финалистом Национальной премии в области событийного туризма «Russian Event Awards» в номинации «Лучшее молодежное туристическое событие».
Автор и организатор фестиваля фронтмен группы 901km Кирилл Кузнецов.

## История
Впервые фестиваль «Баржа Live» состоялся 8 июля 2023 года в Ульяновском речном порту. Помимо музыкальной программы на территории фестиваля работали рестораны, готовящие блюда различных кухонь мира, маркеты с товарами местных производителей и разнообразные зоны активностей, включающие в том числе аэротрубу. Участие в фестивале приняло 17 групп, зрителями стали 6 500 человек. Основными хедлайнерами выступили группа Stigmata и финалист шоу Песни на ТНТ Максим Свобода.
Второй фестиваль прошел 25 мая 2024 года. В этот раз на территории мероприятия развернулась всероссийская тату-битва, собравшая участников и судей со всей страны. Зрителями фестиваля стали 11 200 человек. Основными хедлайнерами выступили певица Линда, группы 7000$, Tritia и Wildways. Ведущим фестиваля стал Сергей Хоббит.
21 июня 2025 года в Ульяновском речном порту прошёл очередной фестиваль «Баржа Live». Фестиваль посетили около 15 000 человек. На главной сцене выступили более 100 музыкантов. Диапазон жанров был разнообразным: помимо привычных рок-коллективов зрители услышали хип-хоп в исполнении команды «3nyone» из КНР, рэпкор, даб-степ и другие смелые музыкальные эксперименты. Хедлайнерами стали: Мегамозг, Amatory, Братья Грим и The Hatters.